# 더 로켓
더 로켓(The Rocket)은 1979년부터 2000년까지 미국의 태평양 북서부에서 발행되던 무료 음악 격주간지로 지역의 음악을 조명하기 위한 목적으로 만들어졌다. 지역 뉴스나 정치에 대해 다루었던 시애틀 위클리나 윌래밋 위크와는 차별점을 두어 운영했다. 원래는 시애틀을 기반으로 한 잡지였지만 1991년에는 오리건주 포틀랜드에서도 출간되었는데, 두 판은 다른 표지 기사 및 콘서트 달력 등 일부의 차이는 있었지만 대개 내용은 동일하였다.

## 출판 역사
더 로켓의 창업자이자 출판인이었던 밥 맥체스니는 시애틀 위클리와 경쟁하던 주간지 시애틀 선의 외판원으로 활동했다. 하지만 당시 급성장하던 시애틀의 음악 신을 다루고 싶지 않아했던 맥체스니에 의해 시애틀 선의 예술 면을 맡고 있었던 로버트 페리뇨와 밥 뉴먼은 1979년 10월 시애틀 선의 증보판으로 처음 출간되었다. 이듬해 4월이 되자 페리뇨와 뉴먼, 맥체스니는 로켓을 제작하기에 충분한 돈을 모았다. 페리뇨는 1979년부터 1982년까지 잡지를 편집했다. 월간 잡지로 시작한 더 로켓은 패티 스미스, 블랙아우츠, 에너미, 지터스 등을 다루었다.
1982년 1월이 되자 잡지의 판매부수는 호당 5만여 부로 늘어났고, 제프 크리스텐슨, 로버타 펜, 린다 배리, 존 키스터, 웨스 앤더슨, 찰스 R. 크로스, 스콧 맥코이와 같은 만화가와 저널리스트 등을 고용했다. 편집자들과 작가들은 유명한 기성 음악가들을 다루기 보다 지역의 알려지지 않은 얼터너티브 밴드 등을 조사하려 했다.
1982년 4월 페리뇨는 더 로켓을 그만두었고, 뉴먼이 편집장을 맡았으며, 1983년 말에는 맥체스니도 잡지를 떠났다. 그 동안 잡지는 데이나 다진, 크레이그 토마쇼프, 앤 파워스, 짐 에머슨 길리언 G. 가, 브렌트 로랭, 그랜트 알덴, 피터 블레차, 데니스 에이홈 등의 작가를 섭외했다. 맷 그레이닝은 이 기간 동안 몇몇 만화를 그리기도 했다.